# Simon Tibbling
Simon Tibbling (Estocolmo, 7 de setembro de 1994 é um futebolista profissional sueco que joga como médio.

Defende atualmente as cores do FC Groningen, Holanda.

## Carreira
Anteriormente jogou por: Grödinge SK ( Suécia ), IF Brommapojkarna (Suécia) e Djurgården (Suécia).

Está na seleção sueca desde 2009 (Sub-17) .

Ele fará parte do elenco da Seleção Sueca de Futebol nas Olimpíadas de 2016.

## Títulos
Djurgårdens IF
- Copa da Suécia – 2012/13
- Copa dos Países Baixos – 2014/15

FC Groningen
- KNVB Cup (1): 2014–15

Suécia
- Campeonato Europeu Sub-21: 2015